# 高元度
高 元度（こう げんど，生卒年不詳），奈良時代的貴族，他是高句麗王族的後裔，是渡来人，在日本的官位最高至從五位上、左平準令。

## 經歷
天平寶字3年（759年），日本以高元度為迎入唐大使使、判官內藏全成隨行，從渤海國進入唐朝。然而當時唐朝處於安史之亂的騷亂狀態下，判官內藏全成自渤海路歸國。天平寶字5年（761年）回到日本。